# Lijst van burgemeesters van Antwerpen
Dit is de lijst van burgemeesters van Antwerpen; zie ook het artikel over de burgemeester van Antwerpen.

## Buiten- en binnenburgemeesters

### 15de eeuw
- 1409: Nikolaas van Wijneghem en Gillis Bacheler
- 1410: Nikolaas van den Moirtere en Jan Zijmaer
- 1411: Nikolaas van Wijneghem en Jan Aleyn
- 1412: Nikolaas van den Moirtere en Peeter Bode
- 1413: Arnold van Immersele en Jan van de Werve
- 1414: Gijsbrecht de Coninck en Nikolaas van den Moirtere
- 1415: Nikolaas van de Werve en Nikolaas van der Elst
- 1416: Nikolaas van Wijneghem en Gilles Damaes
- 1417: Nikolaas Aleyn en Arnold van Immersele
- 1418: Nikolaas van de Werve en Andries Steenlant
- 1419: Arnold van Immersele en Gillis Bode
- 1420: Nikolaas van Wijneghem en Willem Noyts
- 1421: Gijsbrecht de Coninck en Nikolaas van den Moirtere
- 1422: Jan van de Werve en Nikolaas van de Werve
- 1423: Kosten de Kets en Jan van de Werve
- 1424: Nikolaas Aleyn en Nikolaas van de Werve
- 1425: Jan van de Werve en Willem Noyts
- 1426: Nikolaas van Wijneghem en Nikolaas van der Elst
- 1427: Nikolaas van de Werve en Nikolaas Aleyn
- 1428: Peeter van Hambroeck alias van der Beversluys en Gijsbrecht de Coninck
- 1429: Jacob Steenlant en Nikolaas van der Elst
- 1430: Jan de Coninck alias de Meyer en Nikolaas Aleyn
- 1431: Kosten van Coelputte en Jan van de Werve
- 1432: Kosten van Coelputte en Jan van de Werve
- 1433: Jan de Pape en Peeter van Hambroeck alias van der Beversluys
- 1434: Jan van Halmale en Dankaard de Moelenere
- 1435: Hendrik Cibrant en Jan van Ranst
- 1436: Wouter van Ranst en Willem Noyts
- 1437: Jan van der Elst en Jan van Riethoven
- 1438: Mathys van der Elst en Jan van Riethoven
- 1439: Wouter van Ranst en Willem Noyts
- 1440: Jan van Riethoven en Jan van der Rijt
- 1441: Willem Noyts en Jan van Ranst
- 1442: Jan van der Rijt en Willem Mengiaert
- 1443: Jan Noyts en Jan van Ranst
- 1444: Willem van den Wijngaerde en Jan van der Rijt
- 1445: Jan van Riethoven en Jan van Ranst
- 1446: Nikolaas van Herde en Willem van den Wijngaerde
- 1447: Jan Noyts en Jan van Ranst
- 1448: Wouter van Ranst en Willem de Moelenere
- 1449: Nikolaas van der Elst en Jan Noyts
- 1450: Jan van Ranst en Jan van Halmale
- 1451: Nikolaas van Herde en Willem de Moelenere
- 1452: Jan van Ranst en Jan van Halmale
- 1453: Hendrik van Mechelen en Jan Noyts
- 1454: Willem van de Werve en Jan van Ranst
- 1455: Jan van Mechelen en Willem van den Wijngaerde
- 1456: Jan van Ranst en Jan Noyts
- 1457: Nikolaas van der Elst en Nikolaas van Herde
- 1458: Jan van Ranst en Willem van der Heyden
- 1459: Hendrik van Mechelen en Nikolaas van Herde
- 1460: Jan van Ranst en Willem van der Heyden
- 1461: Jan van Mechelen en Willem de Moelenere
- 1462: Hendrik van Mechelen en Willem van der Heyden
- 1463: Walraven Draeck en Jan Schoyte
- 1464: Hendrik van Mechelen en Willem van der Heyden
- 1465: Jan van Mechelen en Jan Pot
- 1466: Jan van Ursel en Jan Schoyte
- 1467: Jan Pot (zeven dagen na zijn aanstelling vermoord) en Jan van Ranst
- 1468: Jan van Ranst en Jan van Berchem
- 1469: Jan van Berchem en Jan van Mechelen
- 1470: Kosten van Berchem en Willem van Doerne alias Vansompeken
- 1471: Jan van Ranst en Jan Schoyte
- 1472: Jan van Berchem en Nikolaas van der Voort
- 1473: Jan van Ranst en Hendrik van de Werve
- 1474: Jan van Mechelen en Nikolaas de Schermere
- 1475: Willem van Liere en Nikolaas van der Voort
- 1476: Peeter van de Werve en Hendrik van de Werve
- 1477: Hendrik van der Moelenere (correct), Jan van Halmale, Jan Pels en Nikolaas de Schermere
- 1478: Nikolaas de Schermere en Willem van Doerne alias Vansompeken
- 1479: Hendrik van der Moelen en Reinier van Ursel
- 1480: Jan Colgenessen alias Colgensone en Willem van Doerne alias Vansompeken
- 1481: Jan van Bloys en Reinier van Ursel
- 1482: Jan Colgenessen alias Colgensone en Nikolaas de Schermere
- 1483: Hendrik van der Moelen en Jacob van den Wijngaerde
- 1484: Jan van Immersele en Reinier van Ursel
- 1485: Hendrik van der Moelen en Wouter van Lierde
- 1486: Jan van Immersele en Reinier van Ursel
- 1487: Kosten van Halmale en Willem van den Taverien
- 1488: Willem Draeck en Lodewijk van Ranst
- 1489: Jan van Immersele en Willem van Tichelt
- 1490: Hendrik van der Moelen en Reinier van Ursel
- 1491: Koenraad Pot en Kosten van Halmale
- 1492: Willem Draeck en Reinier van Ursel
- 1493: Jan van Immersele en Gilles de Schermere
- 1494: Jan van Ranst en Willem Draeck
- 1495: Hendrik van der Moelen en Gilles de Schermere
- 1496: Willem Draeck en Kosten van Halmale
- 1497: Kosten van Berchem en Gilles van Berchem
- 1498: Willem Draeck en Jan van der Dilft
- 1499: Walraven Draeck en Willem de Moelenere

### 16de eeuw
- 1500-1501: Willem Draeck en Gillis de Schermere
- 1502: Gillis van Berchem en Kosten van Halmale
- 1503: Hendrik van der Moelen en Gillis de Schermere
- 1504: Gillis van Berchem en Kosten van Halmale
- 1505: Kosten van Berchem en Gillis de Schermere
- 1506: Arnold van Liere en Jan van de Werve
- 1507: Jan van Berchem en Willem Draeck
- 1508: Willem Draeck, Arnold de Buekelere en Jan van de Werve
- 1509: Willem van Immersele en Arnold van Liere
- 1510-1511: Arnold van de Werve en Gillis van Berchem
- 1512: Arnold van Liere en Willem Draeck
- 1513: Willem Draeck en Arnold van Liere
- 1514: Jan van de Werve en Willem Draeck
- 1515: Gillis van Berchem en Arnold van Liere
- 1516-1517: Willem Draeck en Arnold van Liere
- 1518: Jan van de Werve, Willem Draeck en Filips de Buekeleren
- 1519: Peeter van der Moelen en Arnold van Liere
- 1520: Arnold van Liere en Willem Draeck
- 1521: Gerard van de Werve en Filips de Buekelere
- 1522: Willem Draecken en Arnold van Liere
- 1523: Arnold van de Werve en Arnold van Liere
- 1524: Willem Draeck en Kasper van Halmale
- 1525: Arnold van de Werve en Arnold van Liere
- 1526: Willem van Liere en Kasper van Halmale
- 1527: Arnold van Liere en Adriaan van Hertsen
- 1528: Kasper van Halmale en Arnold van Liere
- 1529: Gerard van de Werve, Arnold van Liere en Adriaan van Hertsen
- 1530: Willem van Liere en Adriaan van Hertsen
- 1531: Arnold van de Werve en Arnold Schoyte
- 1532: Arnold van de Werve, Willem van Liere en Lancelot van Ursel
- 1533: Lancelot van Ursel en Willem Draeck
- 1534: Cornelis van Spangen en Lancelot van Ursel
- 1535: Willem van Liere en Gabriel Triapain
- 1536: Cornelis van Spangen en Nikolaas van der Meeren
- 1537: Frans van der Dilft en Nikolaas van der Meeren
- 1538-1539: Cornelis van Spangen en Lancelot van Ursel
- 1540: Lancelot van Ursel en Frans van der Dilft
- 1541: Cornelis van Spangen en Jan van Crombah
- 1542: Lancelot van Ursel en Nikolaas de Schermere
- 1543: Willem van Halmale en Lancelot van Ursel
- 1544: Jan van Crombach en Lancelot van Ursel
- 1545: Lancelot van Ursel en Jan Scheyfve
- 1546: Michiel van der Heyden en Hendrik van Berchem
- 1547: Cornelis van Spangen en Lancelot van Ursel
- 1548: Lancelot van Ursel en Hendrik van Berchem
- 1549: Nikolaas van der Meeren en Jacob van Hertsen
- 1550: Nikolaas van der Meeren en Nikolaas de Schermere
- 1551-1552: Dirk van de Werve en Jacob Herisen
- 1553: Nikolaas van der Meeren en Jan Happaert
- 1554: Hendrik van Berchem en Dirk van de Werve
- 1555-1557: Antoon van Stralen en Nikolaas Rockox sr.
- 1558: Alvaro D'Almaras en Hendrik van Berchem
- 1559: Alvaro D'Almaras, Jan van Schoonhoven en Hendrik van Berchem
- 1560: Jan van Schoonhoven en Nikolaas Rockox sr.
- 1561: Antoon van Stralen en Hendrik van Berchem
- 1562-1563: Lancelot van Ursel en Nikolaas Rockox sr.
- 1564: Hendrik van Berchem en Jan van Schoonhoven
- 1565: Antoon van Stralen (terechtgesteld op last van Alva) en Lancelot van Ursel
- 1566-1567: Hendrik van Berchem en Jacob van der Heyden
- 1568: Jan van Schoonhoven en Hendrik van Etten
- 1569-1570: Hendrik van Berchem en Jan Wolfaert
- 1571-1572: Lancelot van Ursel en Jan van der Meeren
- 1573: Lancelot van Ursel, Jan van Schoonhoven en Jan van der Meeren
- 1574-1575: Jan van Schoonhoven en Nikolaas Rockox sr.
- 1576: Hendrik van Berchem, Jan van der Meeren (vermoord tijdens de Spaanse Furie) en Jan Wolfaert
- 1577: Jan van Schoonhoven en Jan van Stralen
- 1578: Jan van Stralen en Willem de Vos
- 1579-1580: Jan Junius van Leefdale en Rutgeert van Leefdale
- 1581-1582: Filips van Schoonhoven en Peeter van Aelst
- 1583-1584: Filips van Marnix van Sint-Aldegonde en Jacob van Wachtendonck
- 1585-1587: Eduard van der Dilft en Adriaan van Heylwegen
- 1588: Jan Damant en Balten van Vlierden
- 1589-1590: Eduard van der Dilft en Karel Malineus
- 1591: Hendrik van Halmale en Adriaan van Heylwegen
- 1592-1593: Blasius de Bejar en Gillis Gerard
- 1594-1595: Eduard van der Dilft en Karel Malineus
- 1596-1597: Jacob Dassa en Hendrik van Etten
- 1598-1599: Blasius de Bejar en Hendrik van Halmale

### 17de eeuw
- 1600-1601: Jacob Dassa en Gilles de Mera
- 1602: Eduard van der Dilft en Jan van Brecht
- 1603: Nikolaas Rockox jr. en Balten de Robiano
- 1604: Jacob Dassa en Hendrik van Etten
- 1605: Nikolaas Rockox jr. en Kasper Rovelasca
- 1606-1607: Blasius de Bejar en Hendrik van Etten
- 1608-1609: Nikolaas Rockox jr. en Hendrik van Halmale
- 1610: Jacob Dassa en Gillis de Mera
- 1611: Nikolaas Rockox jr. en Hendrik van Etten
- 1612-1613: Blasius de Bejar en Gillis Gerardi
- 1614: Jacob Dassa en Jan Happaert
- 1615: Nikolaas Rockox jr. en Hendrik van Etten
- 1616: Blasius de Bejar en Antoon van Berchem
- 1617: Nikolaas Rockox jr. en Pauwel van Liere
- 1618: Jan Happaert en Hendrik van de Werve
- 1619: Lancelot Tseraerts en Frans de Schot
- 1620: Hendrik van Etten en Jan van Stembor
- 1621: Nikolaas Rockox jr. en Karel de Mera
- 1622: Jan van Stembor en Robrecht Tucher
- 1623: Jan Happaert en Karel de Mera
- 1624: Engelbrecht van Oyenbrugge en Pauwel van Liere
- 1625: Nikolaas Rockox jr. en Robrecht Tucher
- 1626: Robrecht Tucher en Frans Gallo de Salamanca
- 1627: Frans Gallo de Salamanca en Filips van Vlierden
- 1628-1630: Antoon Sivori en Robrecht Tucher
- 1631: Hendrik van Etten, Filips van Vlierden en Andries Gerardi
- 1632: Antoon Sivori en Robrecht Tucher
- 1633: Jan de Bejar en Karel de Santa Cruz
- 1634-1635: Robrecht Tucher en Jan Roose
- 1636: Hendrik van Etten en Karel de Santa Cruz
- 1637: Robrecht Tucher en Jan Roose
- 1638: Antoon Sivori en Karel de Santa Cruz
- 1639: Antoon Sivori, Karel de Santa Cruz en Jan Roose
- 1640: Jan Roose en Robrecht Tucher
- 1641: Jan Roose, Antoon Sivori en Robrecht Tucher
- 1642-1643: Antoon Sivori en Jacob van Buren
- 1644-1645: Gooris del Plano en Melchior Haeckx
- 1646-1647: Hendrik van Halmale en Antoon Sivori
- 1648: Gooris del Plano en Melchior Haeckx
- 1649-1650: Hendrik van Halmale en Alexander Goubau
- 1651: Filips Schoyte en Jacob van Buren
- 1652: Alexander Goubau, Gooris del Plano en Jacob van Buren
- 1653: Alexander Goubau en Jacob van Buren
- 1654: Hendrik van Halmale en Jan Snijers
- 1655: Floris van Berchem en Jan Snijers
- 1656: Frans Paschier van den Cruyce en Jan Snijers
- 1657-1658: Floris van Berchem en Gooris Martens
- 1659: Hendrik van Halmale en Gillis Martens
- 1660: Hendrik van Halmale en Jan van Weerden
- 1661: Jan Antoon Tucher en Jan van Weerden
- 1662: Jan Antoon Tucher en Gillis Martens
- 1663-1664: Hendrik van de Werve en Gillis Martens
- 1665: Hendrik van Halmale en Willem des Pommereaux
- 1666: Alexander Goubau en Gillis Martens
- 1667-1668: Hendrik van de Werve en Jan Snijers
- 1669: Hendrik van Halmale en Jan Baptist Greyns
- 1670-1671: Jan Antoon Tucher en Floris van Berchem
- 1672: Floris van Berchem en Jan Vecquemans
- 1673: Floris van Berchem en Jan Baptist Greyns
- 1674: Hendrik van Halmale en Jan Baptist Greyns
- 1675: Hendrik van de Werve en Filips Schoyte
- 1676-1677: Hendrik van Halmale en Librecht van den Hove
- 1678: Floris van Berchem en Jan Baptist Greyns
- 1679: Filips Frans de Varick en Filips Schoyte
- 1680: Floris van Berchem en Jan Baptist della Faille
- 1681: Jan Baptist Greyns en Nikolaas Jozef van Halmale
- 1682: Floris van Berchem en Jacob Antoon de Witte
- 1683: Nikolaas Jozef van Halmale en Jan Baptist Greyns
- 1684: Peeter Happaert en Jacob Antoon de Witte
- 1685: Nikolaas Jozef van Halmale en Paschier Ignatius van den Cruyce
- 1686: Jan Baptist Greyns en Gooris Martens
- 1687: Paschier Ignatius van den Cruyce en Jan Augustijn de Lannoy
- 1688: Nikolaas Jozef van Halmale en Theodoor Andries van Kessel
- 1689: Jan Baptist della Faille en Steven Cornelis Janssens
- 1690: Jan Augustijn de Lannoy en Leonel Stevens
- 1691: Eduard van Broeckhoven en Filips Rubens
- 1692-1693: Nikolaas Jozef van Halmale en Gooris Martens
- 1694: Paschier Ignatius van den Cruyce en Jan Augustijn de Lannoy
- 1695: Jan Karel van Hove en Gooris Martens
- 1696: Nikolaas Jozef van Halmale en Jan Jozef Vecquemans
- 1697: Eduard van Broeckhoven en Rochus van de Zande
- 1698: Paschier Ignatius van den Cruyce en Rochus van de Zande
- 1699: Paschier Ignatius van den Cruyce en Hendrik Comperis

### 18de eeuw
- 1700-1702: Jan Karel van Hove en Hendrik Comperis
- 1703-1705: Paschier Ignatius van den Cruyce en Jan Karel van Hove
- 1706: Karel van de Werve en Alexander Jozef van Halmale
- 1707-1710: Jan Baptist del Campo en Peeter Domien Lams
- 1711-1712: Jan Karel de Cordes en Jacob Geeraard Knijff
- 1713-1716: Jan Baptist del Campo en Peeter Domien Lams
- 1717-1718: Alexander Jozef van Halmale en Jan Karel van Hove
- 1719-1721: Jan Karel van Hove en Frans Jeroen Gansacker
- 1722-1723: Frans Jeroen Gansacker en Jacob Geeraard Knijff
- 1724-1726: Paschier Jan Augustijn van den Cruyce en Karel Jozef della Faille
- 1727-1729: Karel Jozef della Faille en Jan Karel van Hove
- 1730-1731: Karel Jozef della Faille en Filips Lodewijk de Pret
- 1732-1733: Filips Lodewijk de Pret en Jan Lodewijk Jozef de Spenraey
- 1734: Paschier Jan Augustijn van den Cruyce, Karel Jozef della Faille en Peeter Antoon Wellens
- 1735-1736: Karel Jozef della Faille en Peeter Antoon Wellens
- 1737-1738: Karel Jozef della Faille en Jan Frans Xaverius Lunden
- 1739-1742: Peeter Antoon Wellens en Jan Baptist Mertens
- 1743-1744: Jan Augustijn van Hove en Jan Baptist Cornelissen
- 1745-1748: Jan Augustijn van Hove en Peeter Antoon Wellens
- 1749-1751: Jan Augustijn van Hove en Jan Baptist Mertens
- 1752: Jan Augustijn van Hove en Jan Frans Knijff
- 1753: Karel Jozef della Faille en Jan Frans Knijff
- 1754-1755: Karel Jozef della Faille en Jan Baptist Cornelissen
- 1756: Karel Frederik van de Werve en Jan Frans Knijff
- 1757-1760: Jan Frans Knijff en Jan Baptist Mertens
- 1761-1762: Jan Frans Knijff en Karel Frederik van de Werve
- 1763: Jan Frans Knijff en Peeter Gooris Cuylen
- 1764: Jan Frans Knijff, Peeter Gooris Cuylen, Karel Frederik van de Werve
- 1765: Jan Frans Knijff en Karel Frederik van de Werve
- 1766-1771: Karel Frederik van de Werve en Herman Jozef van Parijs
- 1772-1775: Karel Frederik van de Werve en Jan Augustijn van den Cruyce
- 1776-1783: Jan Augustijn van den Cruyce en Jan de Wael
- 1784: Jan Augustijn van den Cruyce, Jan de Wael, Jacob della Faille
- 1785: Jan Augustijn van den Cruyce en Jacob della Faille
- 1786-1787: Jacob della Faille en Jozef Albrecht Lunden
- 1788-1789: Peeter Frans van Schorel en Rombout Torfs
- 1790: Jacob della Faille en Jacob Borrekens
- 1791-1792: Peeter Frans van Schorel en Rombout Torfs
- 1793: Karel Bernhard Johan van de Werve, Jean de Baillet, Jan Frans van Gameren
- 1794: Jean de Baillet en Jan Frans van Gameren

## President
- 1794: Jan Bernaard De Visser

## Burgemeester
- 1794: Jan Baptist De Haan

## Maire
- 1795: Jan Baptist De Haan

## Presidenten
- 1796: Jacob Raynoud
- 1797: Jacob Reynoud, Cornelis Josef Reyns, Karel d'Or, Peeter Guedon, Steven Tetet Abbeltier, Hendrik Franck
- 1798: Jan Baptist Martinides, Frans Josef Verbelen
- 1799: Frans Josef Verbelen, Jan Frans Gabriëls, Josef Georgerie
- 1800: Josef Georgerie, Peeter Cornelis Raeymaekers

## Burgemeesters (na de hervorming door Napoleon)

### Consulaat&Empire
- 1801-1811: Jan Steven Werbrouck
- 1811-1813: Jacob Cornelissen de Weynsbroeck

### Verenigd Koninkrijk der Nederlanden
- 1814-1817: Filips Jozef Vermoelen
- 1817-1828: Florent van Ertborn, orangist
- 1828-1830: Willem Andries de Caters, orangist

### België
- - 26 oktober 1830 - 28 oktober 1830: Frans Verdussen, waarnemend, katholiek unionist
  - 29 oktober 1830 - 9 december 1830: Antoine Dhanis van Cannart, waarnemend, katholiek unionist
  - 10 december 1830 - 14 februari 1831: Alexis Gleizes, waarnemend, katholiek unionist
- 15 februari 1831 - 5 oktober 1848: Gérard Le Grelle, katholiek unionist
- 6 oktober 1848 - 30 maart 1863: Jan Frans Loos, liberaal LP
  - 31 maart 1863 - 4 mei 1863: Xavier Gheysens, waarnemend, meeting
- 5 mei 1863 - 1 september 1872: Jozef Cornelis Van Put, meeting
- 2 september 1872 - 17 augustus 1892: Léopold de Wael, liberaal LP
  - 17 augustus 1892 - 7 november 1892: Georges Gits, waarnemend, liberaal LP
- 7 november 1892 - 16 februari 1906: Jan Van Rijswijck, liberaal LP
  - 16 februari 1906 - 6 augustus 1906: Victor Desguin, waarnemend, vrijzinnig liberaal
- 6 augustus 1906 - 18 oktober 1908: Alfons Hertogs, kerkelijk liberaal
  - 18 oktober 1908 - 14 maart 1909: Victor Desguin, waarnemend, vrijzinnig liberaal
- 15 maart 1909 - 21 juli 1921: Jan De Vos, liberaal LP
  - 22 juli 1921 - 5 november 1921: Hector Lebon, waarnemend, christendemocraat KVB
- 5 november 1921 - 31 december 1932: Frans Van Cauwelaert, christendemocraat KVB
- 1 januari 1933 - 7 december 1940: Camille Huysmans, socialist BWP
  - 7 december 1940 - 2 januari 1944: Leo Delwaide, waarnemend, christendemocraat KB. (Als oorlogsburgemeester niet opgenomen in de officiële lijst van Antwerpse burgemeesters.)
  - 27 januari 1944 - 4 september 1944: Jan Timmermans, waarnemend, Vlaams-nationalist VNV. (Als oorlogsburgemeester niet opgenomen in de officiële lijst van Antwerpse burgemeesters.)
  - 4 september 1944 - 12 september 1944: Emile Van Put, waarnemend, christendemocraat KB
- 12 september 1944 - 2 augustus 1946: Camille Huysmans, socialist BWP
  - 2 augustus 1946 - 11 april 1947: Willem Eekelers, waarnemend, socialist BSP
- 11 april 1947 - 25 juli 1976: Lode Craeybeckx, socialist BSP
  - 25 juli 1976 - 6 september 1976: Leo Delwaide, waarnemend, christendemocraat CVP
- 6 september 1976 - 31 december 1976: Frans Detiège, socialist BSP
- 1 januari 1977 - 31 december 1982: Mathilde Schroyens, socialiste BSP/SP
- 1 januari 1983 - 31 december 1994: Bob Cools, socialist SP
- 1 januari 1995 - 9 juli 2003: Leona Detiège, socialiste SP/sp.a
- 10 juli 2003 - 31 december 2012: Patrick Janssens, socialist sp.a
- 1 januari 2013 - heden: Bart De Wever, Vlaams-nationalist N-VA
  - 3 februari 2025 - 24 februari 2025: Koen Kennis, waarnemend, Vlaams-nationalist N-VA
  - 24 februari 2025 - 4 juni 2025: Els van Doesburg, waarnemend, Vlaams-nationalist N-VA
    - 4 juni 2025 - 19 augustus 2025: Koen Kennis, waarnemend, Vlaams-nationalist N-VA
      - 19 juli 2025 - 27 juli 2025: Ken Casier, waarnemend, Vlaams-nationalist N-VA

  - 19 augustus 2025 - heden: Els van Doesburg, waarnemend, Vlaams-nationalist N-VA

## Tijdlijn
De eerste jaren van de Belgische onafhankelijkheid had Antwerpen katholiek-unionistische burgemeesters. Van 1848 tot 1921 waren de burgemeesters liberalen (met uitzondering van het Meeting-intermezzo tussen 1863 en 1872). Tussen 1921 en 1932 had de stad een katholieke burgemeester, met Frans Van Cauwelaert. De benoemde burgemeesters van de stad zijn van 1932 tot 2012 allen van socialistische signatuur: Camille Huysmans, Lode Craeybeckx, Frans Detiège en Mathilde Schroyens, en na de fusie Bob Cools, Leona Detiège en Patrick Janssens. Vanaf 2013 zijn dit de Vlaams-nationalisten Bart De Wever en Els van Doesburg.

## Districtsvoorzitters en/of districtsburgemeesters (na 2000)
Op 1 januari 1983 werden met de Antwerpse fusie ook de voormalige stedelijke districten 1, 2, 3, 5, 6 en 7 tot een district Antwerpen samengevoegd en werd een districtsraad opgericht. Vanaf 2000 werd de districtsraad officieel en rechtstreeks verkozen, en werd zoals in de andere Antwerpse districten een districtscollege en districtsvoorzitter (sinds 2013 officieel districtsburgemeester genoemd) aangesteld.
| Tijdspanne | Tijdspanne              | Districtsvoorzitter   |
| ---------- | ----------------------- | --------------------- |
|            | 01-01-2001 - 31-12-2006 | Stephan Bogaert (VLD) |
|            | 01-01-2007 - 31-12-2012 | Chris Anseeuw (sp.a)  |
|            | 01-01-2013 - 31-12-2015 | Zuhal Demir (N-VA)    |
|            | 01-01-2016 - heden      | Paul Cordy (N-VA)     |